# Luthers Vulgata-Revision
Luthers Vulgata-Revision (seltener auch: Wittenberger Vulgata-Revision) ist die Bezeichnung für eine weitgehende Revision der Vulgata aus dem Jahr 1529, bei der von Luthers Autorschaft oder zumindest maßgeblicher Beteiligung ausgegangen wird.

## Übersetzung
Die Vulgata-Revision wurde erstmals 1529 vom Wittenberger Drucker Nickel Schirlenz gedruckt. Der Druck beinhaltete die Fünf Bücher Mose (Pentateuchus), das Buch Josua (Liber Iosue), das Buch der Richter (Liber Iudicum), das Buch Rut (Liber Ruth), das 1. Buch Samuel (Liber Primus Regum), das 2. Buch Samuel (Liber Secundus Regum), das 1. Buch der Könige (Liber Tertius Regum), das 2. Buch der Könige (Liber Quartus Regum) sowie das vollständige Neue Testament (Novum Testamentum), ein Grußwort an den Leser (Lectori Salutem) sowie ein Vorwort Martin Luthers zum Alten Testament (Praefatio Martini Lutheri in Vetus Testamentum). Randbemerkungen gab es keine. Die Apostelgeschichte folgte wie traditionell üblich auf die Briefe und nicht der veränderten Reihenfolge der deutschsprachigen Lutherbibel. Der Autorenname wurde nicht genannt. 1536 druckte Nickel Schirlenz nochmals das Neue Testament, diesmal mit einem Vorwort Martin Luthers  (Praefatio D. Marti. Luthe. in Novum Testamentum) und einem Vorwort zum Römerbrief. (Praefatio in Epistolam Pauli. ad Romanos). Auch diesmal gab es keine Randbemerkungen.
Der Vulgata-Revision fehlten also noch die restlichen Bücher des alten Testaments und die Apokryphen. 1529 und 1537 ließ Luther seine Revidierte Ausgabe des lateinischen Psalters drucken. Luthers Mitarbeiter Justus Jonas übersetzte die deutsche Lutherbibelfassung des Jesus Sirach ins Lateinische und publizierte diese im Jahre 1538 unter dem Titel Liber Jesu Sirach in Wittenberg. Dennoch blieb die Wittenberger Vulgata-Revision unvollständig.
Im erwähnten Grußwort an den Leser wird erklärt, die Vulgata-Revision sei auf Bitten von Buchdruckern wegen des Mangels an guten Bibeln entstanden. Zunächst habe man nur einzelne Fehler korrigieren wollen, doch die große Anzahl von Fehlern hätte teilweise eine Neuübersetzung nötig gemacht. Erwin Nestle konstatierte: „Die Absicht [...] sei dabei nicht gewesen, die alte Bibel zu verdrängen; die vorliegende solle nicht in der Kirche und öffentlich, sondern nur zu Hause und zur Erörterung der Schrift gebraucht werden. Wie man also in Wittenberg die Bibel für den ‚gemeinen Mann‘ verdeutscht hat, wie er es brauchte, so hat man auch für die lateinisch Gebildeten, Studenten und Gelehrte sich bemüht: Reformation und Humanismus!“
Die genaue der Revision zu Grunde liegende Vulgata-Ausgabe konnte von der Wissenschaft bisher nicht bestimmt werden. Dennoch ist klar erkennbar, dass die Vulgata nach dem hebräischen und griechischen Urtext sowie Luthers deutscher Bibelübersetzung revidiert wurde.

## Wirkung
Die Vulgata-Revision fand kaum Aufmerksamkeit. Nur das Neue Testament wurde noch einige Male nachgedruckt (1529 in Hagenau, 1536 in Wittenberg, 1537 in Basel, 1554 und 1570 in Frankfurt am Main).
Als 1571 Wittenberger Kryptocalvinisten ein Zitat aus der Vulgata-Revision im Streitgespräch gegen die Lehre der Ubiquität einsetzten und damit Luther für ihre eigene Argumentation nutzten, führte dies dazu, dass auf Seiten ihrer lutherischen Kontrahenten die Autorschaft Luthers ganz oder teilweise angezweifelt wurde.
Johann Georg Walch stellte in seiner Ausgabe von Luthers Werken im Jahre 1744 Luthers Autorschaft jedoch stichhaltig fest. So geht man heute davon aus, dass Luther entweder der Autor war oder sich zumindest wesentlich an ihrer Erstellung beteiligte.

## Bibeleditionen
- Walch: Luthers Werke. Band 14 II, 1744
- Weimarer Ausgabe – DB 5. Text der Vulgata-Revision von 1529
- Weimarer Ausgabe – DB 10. II. revidierte Ausgabe des lateinischen Psalters (1529 und 1537), Seite 185 bis 289